# Suzanne Adams
Suzanne Adams (Cambridge (Massachusetts), 28 de novembre de 1872 – Londres, Regne Unit, 5 de febrer de 1953) fou una soprano de coloratura estatunidenca.
Estudià amb Marchesi a París i va fer la seva primera aparició en la Gran Òpera d'aquella capital, el 1894, amb el rol de Julieta de l'òpera de Gounod Roméo et Juliette. Va romandre tres anys en l'Òpera i després cantà a Niça. L'estiu de 1898, es presentà en el Covent Garden, de Londres, i durant la temporada de 1898-99, en el Metropolitan Opera House, de Nova York. El 1898 es casà amb el violinista Leo Stern (1862-1904). Cantà diversos papers de soprano en les òperes modernes més celebrades. La seva veu era bellíssima, però de poca força. Es retirà de l'escena l'any 1907, tres anys després de la mort del seu marit.